# Kamae, Ōita
Kamae (蒲江町 Kamae-chō) từng là một thị trấn nằm trong quận Minamiamabe, Ōita, Nhật Bản.
Vào tháng 3 năm 2005 Kamae, cùng với những thị trấn Kamiura, Tsurumi, Ume và Yayoi, và những làng Honjō, Naokawa và Yonōzu, tất cả đều năm trong quận Minamiamabe, kết hợp lại thành phố mở rộng Saiki.
Vào năm 2003, dân số ước tính của thị trấn vào khoảng 8.612 người và mật độ 93.76 người/km². Tổng diện tích của vùng là 91.85 km².